# Etorofus circaocularis
Etorofus circaocularis är en skalbaggsart som först beskrevs av Maurice Pic 1934.  Etorofus circaocularis ingår i släktet Etorofus och familjen långhorningar. Inga underarter finns listade i Catalogue of Life.